# 常何
常何（586年—653年6月16日），字大來，汴州浚儀（今河南省開封市）人，祖籍河内郡溫縣。唐朝初年的将领和地方官员。

## 生平
祖常岑，北齐中司马。父常续，朝散大夫。常何早年加入瓦崗軍，跟隨李密擊殺隋朝大將張須陀，後來投靠東都留守王世充，曾經跟隨太子李建成前往河北討伐貝州梟雄劉黑闥。入唐後官至左屯中郎將。
武德九年六月初四（626年7月2日），李建成和李元吉經過玄武門後，常何將玄武门關閉，“東宮、齊王府精兵三千不得入”，使得李世民順利地殺死建成。陳寅恪在法國國家圖書館見到《常何墓志銘》，認定常何被李世民所收買。
贞观五年（631年），唐太宗命令大臣上书言事，常何不通文墨，門客馬周替他上書二十條。唐太宗感到非常高興，但是詫異常何怎會有如此的文筆和見識。常何告知皇帝實情，將馬周推薦给皇帝，唐太宗賜常何帛三百段，而馬周最後也官至中書令，成為唐朝的知名諍臣。
貞觀六年（632年），帝賜綿帛一百匹、加太中大夫、除延州諸軍事延州（今陝西省延安市）刺史、進爵武水侯、食邑五百户。贞观十一年（637年），授保儀大夫、涇州諸軍事、行涇州（今甘肅省涇川县）刺史。貞觀十二年（638年），入朝為右屯衛將軍。貞觀十六年（642年），奉敕修建九成宫、授左領護將軍。貞觀十八年（644年），奉詔駐兵於豐州、靈州，防備薛延陀，並兼任右武衛將軍。貞觀十九年（645年），授平壤道行軍副大總管，作為水帥張亮的副手，從海路討伐高句麗。貞觀二十一年（647年），除資州（今四川省資中縣）諸軍事、資州刺史。永徽三年（652年），遷至持節都督黔州、思州、費州等十六州諸軍事、黔州（今重慶市彭水縣）刺史。永徽四年五月十六（653年6月16日）病逝，享壽六十八歲，追贈為左武衛大將軍，餘官升封如故。